# From my cold, dead hands
From my cold, dead hands ist ein Schlagwort der US-amerikanischen Waffenlobby, das im deutschsprachigen Raum als Äußerung des Schauspielers Charlton Heston bekannt geworden ist. Heston gab es erstmals im Mai 2000 zum Ende einer Rede als Präsident der National Rifle Association von sich.

## Geschichte
Der 1791 als Teil der US-amerikanischen Bill of Rights verabschiedete 2. Zusatzartikel zur Verfassung der Vereinigten Staaten verbietet es der Bundesregierung, das Recht der Bürger auf das Besitzen und Tragen von Waffen einzuschränken. Als Folge der Prohibition in den Vereinigten Staaten hatte die organisierte Kriminalität eine starken Aufschwung genommen. Öffentlich mit automatischen Waffen ausgetragene Bandenkriege und Verbrechen wie das Valentinstag-Massaker prägten die Gesellschaft. Das führte 1934 unter Präsident Franklin D. Roosevelt mit dem National Firearms Act zu den ersten waffenrechtlichen Einschränkungen. Das Gesetz richtete sich vorrangig gegen typische Waffen der Gangsterbanden wie Maschinenpistolen, Maschinengewehre und abgesägte Schrotflinten, aber auch gegen Handgranaten und Schalldämpfer. 1968, unter dem Eindruck der Attentate auf John F. Kennedy, Robert F. Kennedy, Martin Luther King und Malcolm X, wurde der Gun Control Act verabschiedet. Er sah eine Lizenzpflicht für den gewerblichen Waffenhandel und Einschränkungen beim Postversand von Waffen vor. Der Verkauf von Schusswaffen an Gewaltverbrecher, psychiatrisch Erkrankte und Drogensüchtige wurde verboten.
Die bereits verwirklichten und die in Zukunft drohenden Einschränkungen des Waffenbesitzes führten seither zu einem Erstarken der Waffenlobby. Neben die National Rifle Association, die einige waffenrechtliche Einschränkungen akzeptierte, traten in den 1970er Jahren radikalere Organisationen wie das Citizens Committee for the Right to Keep and Bear Arms mit Sitz in Bellevue, Washington. Diese Gruppierung verwendete in ihrer Öffentlichkeitsarbeit Autoaufkleber mit dem Slogan I Will Give Up My Gun When They Peel My Cold Dead Fingers From Around It (deutsch: Ich werde meine Waffe abgeben, wenn sie meine kalten, toten Finger davon abschälen). In den veränderten Formen I’ll give you my gun when you pry [oder take] it from my cold, dead hands (deutsch: Ich gebe dir meine Waffe, wenn du sie mir aus meinen kalten, toten Händen reißt [oder nimmst]) wurde die Phrase auch von der National Rifle Association (NRA) auf einer Serie von Autoaufklebern verwendet.
Während der 129. Jahresversammlung der National Rifle Association am 20. Mai 2000 in Charlotte, North Carolina griffen die meisten der Redner den damaligen Vizepräsidenten der Vereinigten Staaten und demokratischen Präsidentschaftskandidaten Al Gore als Befürworter strengerer Waffengesetze scharf an. Zum Abschluss des Redeprogramms ging Charlton Heston ans Rednerpult und wandte sich an das Publikum:

“So, as we set out this year to defeat the divisive forces that would take freedom away, I want to say those fighting words for everyone within the sound of my voice to hear and to heed, and especially for you, Mr. Gore: From my cold, dead hands!”

„Während wir uns also in diesem Jahr auf den Weg machen, um die spaltenden Kräfte zu besiegen, die uns die Freiheit nehmen wollen, möchte ich diese kämpferischen Worte für alle, die meine Stimme hören und beherzigen können, und insbesondere für Sie, Mr. Gore, sprechen: Aus meinen kalten, toten Händen!“

Während des letzten Satzes hob Heston die Nachbildung eines Vorderladers aus der Zeit der Kolonialkriege hoch über den Kopf. Seinem Auftritt folgte minutenlanger stehender Applaus der mehr als 2000 Konferenzteilnehmer. Bis zum Ende seiner Amtszeit als Präsident der NRA im Jahr 2003 beendete Heston die Versammlungen jeweils mit den Worten From my cold, dead hands. Seither ist das Schlagwort fester Bestandteil der Propaganda der US-amerikanischen Waffenlobby, aber auch ihrer Gegner. So wurde die Phrase 2002 von dem US-amerikanischen Filmregisseur Michael Moore in seinem Dokumentarfilm Bowling for Columbine bei der Überleitung zu einem Interview mit Charlton Heston verwendet.

## Populärkultur
In dem Spielfilm Die rote Flut aus dem Jahr 1984, der von einer Invasion der Vereinigten Staaten durch kubanische, nicaraguanische und sowjetische Truppen handelt, wird ein Autoaufkleber mit dem Slogan in Großaufnahme gezeigt. Die Kamera schwenkt dann auf eine Colt M1911, die damalige Ordonnanzpistole der US-Streitkräfte, in der Hand eines toten Soldaten. Die Waffe wird von einem der Invasoren aus der Hand des Toten genommen und hinter seinen eigenen Gürtel gesteckt.
Die US-amerikanische Science-Fiction-Komödie Men in Black aus dem Jahr 1997 handelt von einem aggressiven außerirdischen Lebensform, einer „Schabe“. Sie wird nach ihrer Landung auf der Erde von einem Farmer mit einem Gewehr bedroht und fordert ihn auf, die Waffe fallen zu lassen. Auf seine Erwiderung You can have my gun when you pry it from my cold, dead fingers antwortet der Außerirdische Your proposal is acceptable (deutsch: Dein Vorschlag ist akzeptabel). Er tötet den Farmer und schlüpft zur Tarnung in dessen Haut.
2013 veröffentlichten Jim Carrey und die Band Eels die Single Cold Dead Hand und ein zugehöriges Musikvideo, mit denen sie die Waffenkultur der Vereinigten Staaten lächerlich machten. Über Charlton Heston hieß es darin, er könne nicht in den Himmel kommen, weil nicht einmal Engel die Waffe aus seinen Händen reißen könnten.